# Lerista bougainvillii
Espèce
Synonymes
- Riopa bougainvillii Gray, 1839
- Lygosoma laterale Günther, 1867
- Nodorha cassandrae Wells & Wellington, 1984

Lerista bougainvillii est une espèce de sauriens de la famille des Scincidae.

## Répartition
Cette espèce est endémique d'Australie. Elle se rencontre en Nouvelle-Galles du Sud, en Australie-Méridionale, au Victoria et en Tasmanie.

## Description
Cette espèce présente des populations vivipares et ovipares.

## Publication originale
- Gray, 1839 "1838" : Catalogue of the slender-tongued saurians, with descriptions of many new genera and species. Annals and Magazine of Natural History, sér. 1, vol. 2, p. 331-337 (texte intégral).